# علي باشا مبارك
علي باشا مبارك (1823-1893م) اقترن اسمه في تاريخ مصر الحديث بالجانب العملي للنهضة والعمران، وتعددت إسهاماته فيها.

## المولد والنشأة
ولد علي مبارك في قرية برمبال الجديدة والتابعة لمركز منية النصر حاليا و التي كانت تتبع حين ذاك مركز دكرنس محافظة الدقهلية سنة 1239 هـ / 1823م، ونشأ في أسرة كريمة، عندما ولد علي مبارك فرح أهل القرية كلها بمولده مجاملة لأبيه ولأمه التي لم تلد من قبله سوى الإناث، و، وتعلم مبادئ القراءة والكتابة، ودفعه ذكاؤه الحاد وطموحه الشديد ورغبته العارمة في التعلم إلى الخروج من بلدته ليلتحق بمدرسة الجهادية بالقصر العيني سنة (1251 هـ / 1835م) وهو في الثانية عشرة من عمره، وكانت المدرسة داخلية يحكمها النظام العسكري الصارم، وبعد عام ألغيت مدرسة الجهادية من القصر العيني، واختصت مدرسة الطب بهذا المكان، وانتقل علي مبارك مع زملائه إلى المدرسة التجهيزية بأبي زعبل، وكان نظام التعليم بها أحسن حالاً وأكثر تقدمًا من مدرسة القصر العيني.
حفظ القرآن الكريم على يد الشيخ أحمد أبي خضر
عندما كان يذهب إلى الشيخ أحمد ٱبي خضر يراه كاشر الوجه قاسي الطبع بجوار عصا غليظة تهوى على جسد الأولاد لأتفه الأسباب ففزع (علي) فكره الشيخ
مضى خمس سنوات اختُيِرَ مع مجموعة من المتفوقين للالتحاق بمدرسة المهندسخانة في بولاق سنة (1255 هـ / 1839 م)، وكان ناظرها مهندس فرنسي يسمى "يوسف لامبيز بك، ومكث علي مبارك في المدرسة خمس سنوات درس في أثنائها الجبر والهندسة والكيمياء والمعادن والجيولوجيا، والميكانيكا، والفلك، والأراضي وغيرها، حتى تخرج فيها سنة(1260 هـ / 1844 م).

## البعثة إلى فرنسا
اختير ضمن مجموعة من الطلاب النابهين للسفر إلى فرنسا في بعثة دراسية سنة (1265 هـ/ 1849)م، وضمت هذه البعثة أربعة من أمراء بيت محمد علي: اثنين من أبنائه، واثنين من أحفاده، أحدهما كان إسماعيل بك إبراهيم، الذي صار بعد ذلك الخديوي إسماعيل، ولذا عرفت هذه البعثة باسم بعثة الأنجال، واستطاع بجِدّه ومثابرته أن يتعلم الفرنسية حتى أتقنها، و كان مع إثنين من زملائه من المتفوقين ولم يكن له سابقة بها قبل ذلك، وبعد أن قضى ثلاث سنوات في المدفعية والهندسة الحربية، وكان معلمه في الحربية هو محمود مليجى وظل بها عامين، التحق بعدهما بالجيش الفرنسي في فرنسا للتدريب ولم تطل مدة التحاقه؛ إذ صدرت الأوامر من عباس الأول الذي تولى الحكم بعودة علي مبارك.

## في عهد عباس الأول
بعد عودته إلى مصر عمل بالتدريس، ثم التحق بحاشية عباس الأول مع اثنين من زملائه في البعثة، وأشرف معهما على امتحان المهندسين، وصيانة القناطر الخيرية، ويقوم معهما بما يكلفون به من الأعمال، فعرض على عباس الأول مشروعًا لتنظيم المدارس تبلغ ميزانيته مائة ألف جنيه، فاستكثر عباس الأول المبلغ، وأحال المشروع إلى علي مبارك وزميليه، وكلفهم بوضع إدارة ناظر واحد، وإلغاء مدرسة الرصدخانة لعدم وجود من يقوم بها حق القيام من أبناء الوطن، وإرجاء فتحها حتى تعود البعثة التي اقترح إرسالها إلى أوروبا فتديرها.
بعد أن تولى إدارة ديوان المدارس أعاد ترتيبها وفق مشروعه، وعين المدرسين، ورتّب الدروس، واختار الكتب، واشترك مع عدد من الأساتذة في تأليف بعض الكتب المدرسية، وأنشأ لطبعها مطبعتين، وباشر بنفسه رعاية شئون الطلاب من مأكل وملبس ومسكن، وأسهم بالتدريس في بعض المواد، واهتم بتعليم اللغة الفرنسية حتى أجادها الخريجون.

## فيحرب القرم
ظل علي مبارك قائمًا على ديوان المدارس حتى تولى سعيد باشا الحكم في 16 يوليو 1854 فعزله عن منصبه وعن نظارة مدرسة المهندسخانة بفعل الوشاة والاكاذيب من اعدائه وحساده، وألحقه بالقوات المصرية التي تشارك مع الدولة العثمانية في حربها ضد روسيا، وقد انتهت هذه الحرب المعروفة بحرب القرم بانتصار العثمانيين.
استغرقت مهمته سنتين ونصف سنة، أقام منها في إسطنبول أربعة أشهر، تعلم في أثنائها اللغة التركية، ثم ذهب إلى منطقة القرم وأمضى هناك عشرة أشهر، واشترك في المفاوضات التي جرت بين الروس والدولة العثمانية، ثم ذهب إلى بلاد الأناضول حيث أقام ثمانية أشهر يشرف على الشئون الإدارية للقوات العثمانية المحاربة، وينظم تحركاتها، وأقام مستشفى عسكري بالجهود الذاتية لعلاج الأمراض التي تفشت بين الجنود، لسوء الأحوال الجوية والمعيشية، وبعد عودته إلى القاهرة فوجئ بأن سعيد باشا سرح الجنود العائدين من الميدان، وفصل كثيرًا من الضباط، وكان علي مبارك واحدًا ممن شملهم قرار إنهاء الخدمة.

## من نظارة المعارف إلى معلم لمحو الأمية
عزم علي مبارك بعد فصله من وظيفته على الرجوع إلى بلدته برنبال والاشتغال بالزراعة, غير أن الله أراد له خيرا فعاد إلى الخدمة بديوان الجهادية, وتقلّب في عدة وظائف مدنية، ولا يكاد يستقر في وظيفة حتى يفاجأ بقرار الفصل والإبعاد دون سبب أو جريرة، ثم التحق بمعية سعيد دون عمل يتناسب مع قدرته وكفاءته، حتى إذا طلب سعيد من أدهم باشا الإشراف على تعليم الضباط وصفّ الضباط القراءة والكتابة والحساب ،احتاج أدهم باشا إلى معلمين للقيام بهذه الوظيفة، وسأل علي مبارك أن يرشح له من يعرف من المعلمين الصالحين لهذا المشروع، فإذا بعلي مبارك يرشح نفسه لهذا العمل، وظنّ أدهم باشا أن علي مبارك يمزح!! فكيف يقبل من تولّى نظارة ديوان المدارس أن يعمل معلمًا للقراءة والكتابة؟! لكن علي مبارك كان جادًا في استجابته، وعزز رغبته بقوله له: «وكيف لا أرغب انتهاز فرصة تعليم أبناء الوطن وبث فوائد العلوم؟! فقد كنا مبتدئين نتعلم الهجاء، ثم وصلنا إلى ما وصلنا إليه».
لما عرض أدهم باشا الأمر على سعيد أسند الإشراف على المشروع لعلي مبارك، فكون فريق العمل، ووضع المناهج الدراسية وطريقة التعليم، واستخدم كل وسيلة تمكنه من تحقيق الهدف، فكان يعلّم في الخيام، ويتخذ من الأرض والبلاط أماكن للكتابة، ويكتب بالفحم على البلاط، أو يخط في التراب، فلما تخرجت منهم دفعة، اختار من نجبائهم من يقوم بالتدريس، ثم أدخل في برنامج التدريس مادة الهندسة، ولجأ إلى أبسط الوسائل التعليمية كالعصا والحبل لتعليم قواعد الهندسة، يجري ذلك على الأرض حتى يثبت في أذهانهم، وألّف لهم كتابًا سماه تقريب الهندسة. وهكذا حول هذا المعلم المقتدر مشروع محو الأمية إلى ما يقرب من كلية حربية. وما كادت أحواله تتحسن وحماسه للعمل يزداد حتى فاجأه سعيد باشا بقرار فصل غير مسئول في مايو 1862.

## أعماله

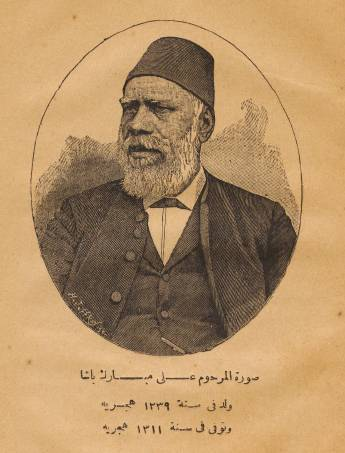
علي باشا مبارك كما ظهر في صدر كتاب عن سيرته ألّفه محمد دري باشا الحكيم ونشر عام 1894

تولى الخديوي إسماعيل الحكم في 18 يناير 1863 وكان قد زامل علي مبارك في بعثة الأنجال, فاستدعاه فور جلوسه على عرش البلاد، وألحقه بحاشيته، وعهد إليه قيادة مشروعه المعماري العمراني، بإعادة تنظيم القاهرة على نمط حديث: بشق الشوارع الواسعة، وإنشاء الميادين، وإقامة المباني والعمائر العثمانية الجديدة، وإمداد القاهرة بالمياه وإضاءتها بالغاز، ولا يزال هذا التخطيط باقيًا حتى الآن في وسط القاهرة، شاهدا على براعة علي مبارك وحسن تخطيطه. أسند إليه إلى جانب ذلك نظارة القناطر الخيرية ليحل مشكلاتها، فنجح في ذلك وتدفقت المياه إلى فرع النيل الشرقي لتحيي أرضه وزراعاته، فكافأه الخديوي ومنحه 300 فدان، ثم عهد الخديوي إليه بتمثيل مصر في النزاع الذي اشتعل بين الحكومة المصرية وشركة قناة السويس فنجح في فض النزاع؛ الأمر الذي استحق عليه أن يُكّرم من العاهلين: المصري والفرنسي فعهد اليه بنظارة
المدارس، مع بقائه ناظرًا على القناطر الخيرية وفي أثناء ذلك أصدر لائحة لإصلاح التعليم عُرفت بلائحة رجب سنة(1284 هـ / 1868 م) ثم ضم إليه الخديوي ديوان الأشغال العمومية، وإدارة السكك الحديدية ونظارة عموم الأوقاف والإشراف على الاحتفال بافتتاح قناة السويس. ومع ظهور الوزارات كمؤسسات هامة في حكم البلاد سنة 1878 تولى علي مبارك ثلاث وزارات: اثنتين منها بالأصالة، هما الأوقاف والمعارف، والثالثة هي الأشغال العمومية.
من أعماله أيضا ترجمته لكتاب تحت عنوان: «تاريخ العرب».من الفرنسية إلى العربية بحكم إتقانه اللغة الفرنسية. وهذا الكتاب من المصادر الهامة في التاريخ.

## دار الكتب المصرية
غير أن أعظم ما قام به علي مبارك ولا يزال أثره باقيًا حتى الآن، هو إنشاؤه دار العلوم ذلك المعهد الذي لا يزال يمد المدارس بصفوة معلمي اللغة العربية كما أصدر مجلة روضة المدارس لإحياء الآداب العربية، ونشر المعارف الحديثة.

## مؤلفاته
ترك علي مبارك مؤلفات كثيرة تدل على نبوغه في ميدان العمل الإصلاحي والتأليف، فلم تشغله وظائفه على كثرتها وتعدد مسئولياتها عن القيام بالتأليف، وتأتي الخطط التوفيقية على رأس أعماله، ولو لم يكن له من الأعمال سواها لكفته ذكرًا باقيا، وأثرًا شاهدًا على عزيمة جبارة وعقل متوهج، وقلم سيّال، يسطر عملاً في عشرين جزءًا يتناول مدن مصر وقراها من أقدم العصور إلى الوقت الذي اندثرت فيه أو ظلت قائمة حتى عصره، واصفًا ما بها من منشآت ومرافق عامة مثل المساجد والزوايا والأضرحة والأديرة والكنائس وغير ذلك.
وله كتاب علم الدين وهو موسوعة ضخمة حوت كثيرًا من المعارف والحكم، ويقع في أربعة أجزاء، تحوي على 125 مسامرة، كل واحدة تتناول موضوعًا بعينه كالبورصة، والنحل وأوراق المعاملة، والهوام والدواب. إلى جانب ذلك له كتب مدرسية منها: تقريب الهندسة حقائق الأخبار في أوصاف البحار، و[تذكرة المهندسين]و (سوق الجيوش)و (الاستحكامات العسكرية)

## وفاته
كانت نظارة المعارف في وزارة رياض باشا آخر مناصب علي مبارك فلما استقالت سنة 1891م لزم بيته، ثم سافر إلى بلده لإدارة أملاكه، حتى مرض، فرجع إلى القاهرة للعلاج، فاشتد عليه المرض حتى وافته المنية في 14 نوفمبر 1893م.

## روابط خارجية
- علي باشا مبارك على موقع الموسوعة البريطانية (الإنجليزية)